# 企業號明輪船
企業號明輪船（H.C. steamer Enterprise）是英國東印度公司的一艘木殼明輪船。它於1838年下水，曾參與第一次鴉片戰爭與第二次英緬戰爭。

## 建造
它是一艘木殼明輪船，由120匹額定馬力的蒸汽機推動，於1838年7月在加爾各答基德波爾造船廠下水，註冊總噸572長噸，這是東印度公司企業號的第二代。第一代是木殼明輪船，於1825年在英格蘭德普特福德Gordon's造船廠下水，註冊總噸468長噸。

## 艦歷
1840年6月，本船隨懿律率領的英國遠征軍抵達廣州海面，本艦艦長是West上校。:221第一次定海之戰後，本船於7月31日將捷報帶回澳門。:228
8月19日中午，本艦與英國海軍的拉恩號、風信子號、路易莎號一起襲擊了澳門邊境，向距離約600碼遠的炮台開火，炮台隨後立即還擊。在不到一個小時的時間內，炮台便鴉雀無聲，英軍順利登陸。:238

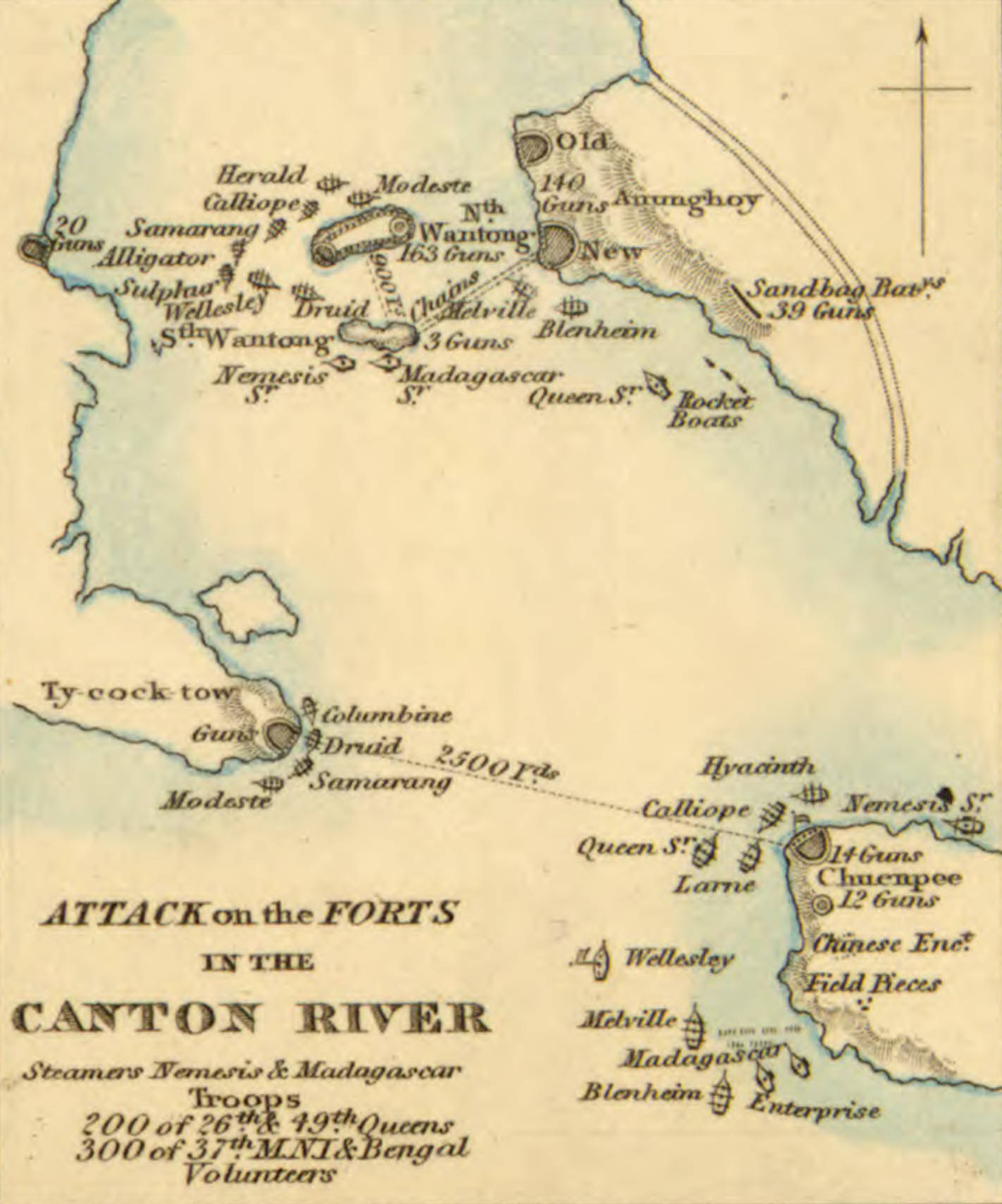
第二次穿鼻之戰地圖

1852年4月2日，本艦與英軍艦隊在仰光河會合，參與第二次英緬戰爭。

## 榮譽及紀念
本艦獲頒1842年中國戰爭勳章的有9名軍官、84名東印度水手，總計93人。